# Passetto

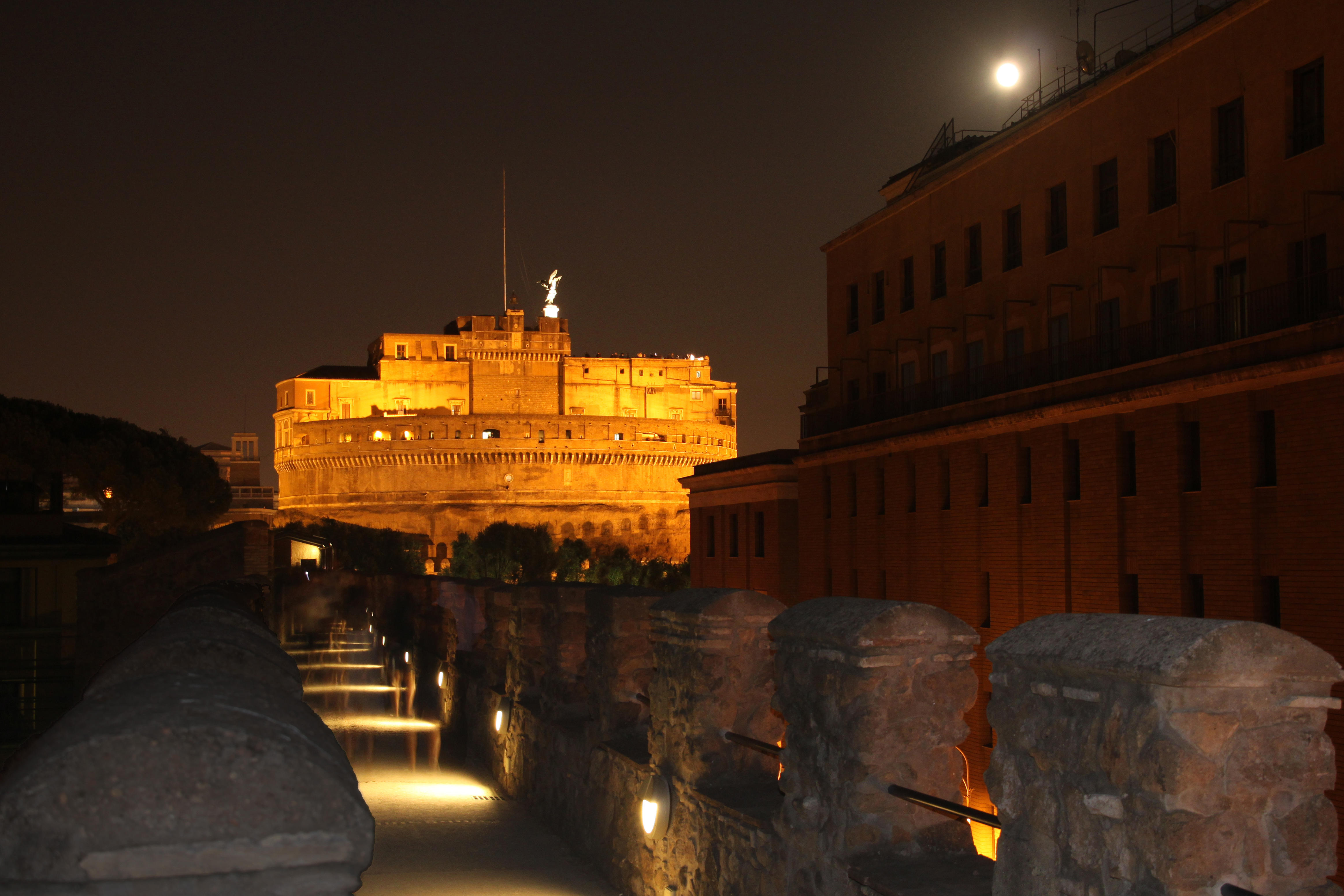
Vista do Castelo de Santo Ângelo a partir do Passetto.

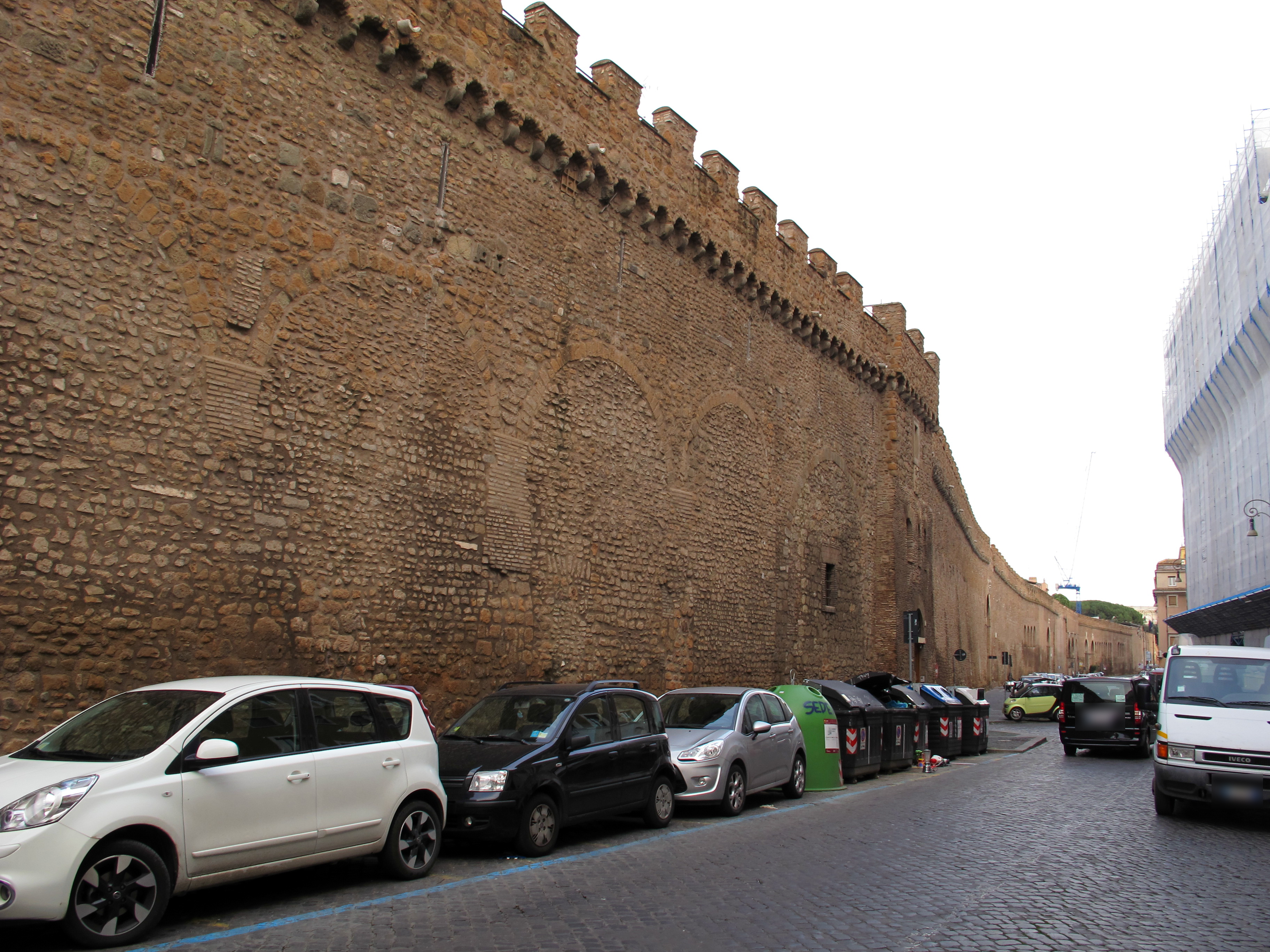
Passetto visto do nível da rua.

Passetto di Borgo ou simplesmente Passetto é uma passagem elevada que liga o Vaticano ao Castelo de Santo Ângelo. Com aproximadamente 800 metros de comprimento, este corredor passa por cima do rione Borgo. Foi construído em 1277 pelo papa Nicolau III reutilizando partes da muralha construída pelo rei ostrogótico Tótila (r. 541–552) durante a Guerra Gótica. Em diversas ocasiões, serviu como rota de fuga para os papas em perigo, notavelmente em 1494, quando Alexandre VI utilizou-o quando Carlos VIII da França invadiu a cidade, e em 1527, quando Clemente VII escapou pelo Passetto quando as tropas de Carlos V saquearam Roma e massacraram quase toda a Guarda Suíça na Praça de São Pedro (sobreviveram os soldados que vigiavam o próprio papa).